# Le Goût de la mère
Le Goût de la mère (titre original en anglais : Mother's Milk) est un roman britannique d'Edward St Aubyn publié originellement en 2005.
La traduction française paraît le 30 août 2007 aux éditions Christian Bourgois. Il reçoit le prix Femina étranger la même année.

## Éditions
- Éditions Christian Bourgois, coll. « Littérature étrangère », 2007,  (ISBN 978-2267019322).
- Éditions Points, 2008,  (ISBN 978-2757808719).